# 奈良交通平城営業所
奈良交通平城営業所（ならこうつうへいじょうえいぎょうしょ）は、奈良県奈良市左京にある奈良交通の営業所。所属車両のバンパーシールは「黄色の丸」である。最寄りバス停は「平城大橋」。

## 歴史
- 1992年11月24日、開設。
  - 従来は郡山営業所が担当していた路線が大半だが、学園前北線（1系統と6系統）と学園前高の原線は1994年に北大和営業所から移管された。

## 所在地
- 奈良県奈良市左京六丁目2番1号[1]

## 現行路線
※2024年3月16日現在
近鉄奈良駅、JR奈良駅、高の原駅、大和西大寺駅、木津駅、加茂駅等を起点とする。
主に、奈良県奈良市北部、京都府木津川市、精華町、和束町エリアを担当する。
自治体数はさらに奈良県生駒市と京都府京田辺市にも広がる。
1992年の開設当初は京都府城陽市、井手町、笠置町、南山城村、三重県島ヶ原村（現・伊賀市）、上野市（現・伊賀市）にも本営業所の担当路線があった。

### 平城団地線
- 9：高の原駅 → 右京一丁目 → 右京四丁目西 → 神功（）四丁目 → 県営平城住宅 → 右京二丁目 → 高の原駅（右京神功循環・内回り）
- 5：左京六丁目 → 朱雀四丁目 → 朱雀二丁目 → 高の原駅
- 6：左京六丁目 → 朱雀六丁目 → 朱雀二丁目 → 高の原駅
- 16：高の原駅 → 朱雀二丁目 → 朱雀四丁目 → 左京六丁目 → 朱雀六丁目 → 朱雀二丁目 → 高の原駅（左京循環・外回り）
- 17：高の原駅 → 朱雀二丁目 → 朱雀六丁目 → 左京六丁目 → 朱雀四丁目 → 朱雀二丁目 → 高の原駅（左京循環・内回り）
- 急行・文：東大寺学園 - （途中無停車） - 高の原駅　（※2017年4月1日のダイヤ改正にて新設[2]）
- 文：奈良大学構内 - 神功南口（高の原駅ゆきのみ停車） - 右京二丁目 - 高の原駅

廃止系統
- 1：高の原駅 - 右京一丁目 - 右京四丁目西 - 神功（）四丁目
- 2：神功四丁目 → 右京四丁目西 → 右京五丁目 → 兜台一丁目西 → 高の原駅 → 朱雀二丁目 → 朱雀四丁目 → 左京六丁目 → 朱雀六丁目 → 朱雀二丁目 → 高の原駅 → 兜台一丁目西 → 右京四丁目西 → 神功四丁目
- 3：神功四丁目 → 右京四丁目西 → 右京五丁目 → 兜台一丁目西 → 高の原駅 → 朱雀二丁目 → 朱雀六丁目 → 左京六丁目 → 朱雀四丁目 → 朱雀二丁目 → 高の原駅 → 兜台一丁目西 → 右京四丁目西 → 神功四丁目
- 4：神功四丁目 → 右京四丁目西 → 右京一丁目 → 高の原駅 → 朱雀二丁目 → 朱雀六丁目 → 左京六丁目 → 朱雀四丁目 → 朱雀二丁目 → 高の原駅 → 右京一丁目 → 右京四丁目西 → 神功四丁目
- 7：高の原駅 - 兜台一丁目西 - 右京五丁目 - 右京四丁目西 - 神功四丁目

※ 2013年3月17日のダイヤ改正にて廃止された。
- 文：東大寺学園中学校・高等学校 - 右京二丁目 - 高の原駅

※ 2017年4月1日のダイヤ改正にて、上記の急行系統に置き換えられる形で廃止された。
※ 2022年3月末に右京小学校と平城高校が閉校され、右京小学校停留所が右京四丁目中に、右京四丁目停留所が右京四丁目西に、平城高校停留所は朱雀二丁目に改名された。

### 学園前高の原線
- 1：学園前駅（北） - 登美ヶ丘二丁目 - 登美ヶ丘三丁目 - 東登美ヶ丘一丁目
- 11：高の原駅 - 右京二丁目 - 県営平城住宅 - 押熊北口 - 東登美ヶ丘一丁目 -（この間上記の1系統に同じ）- 学園前駅（北）
- 10：高の原駅 - 右京一丁目 - 神功四丁目 -  押熊北口 - 東登美ヶ丘一丁目 -（この間上記の1系統に同じ）- 学園前駅（北）

※1、11系統とも1994年に北大和営業所から移管。10系統は2023年5月13日より平城団地線1、7系統の廃止に伴う再編での新設。なお、10系統は北大和営業所の中登美ヶ丘四丁目 - 大渕橋 - 学園前駅（北）でも設定されており（学園前駅ゆきのみ）、鶴舞町六丁目 - 学園前駅（北）間で運行区間が重複している。
廃止系統
- 100：高の原駅 - 右京二丁目 - 神功南口 - 県営平城住宅 - 押熊北口 - 東登美ヶ丘一丁目。当時は北大和営業所所管。

### 学園前北線
- 6：学園前駅（北） - 登美ヶ丘二丁目 - 登美ヶ丘三丁目 - 北登美ヶ丘一丁目 - 東登美ヶ丘六丁目東

※1994年までは北大和営業所が担当していた。
- 77：高の原駅 - 兜台一丁目西 - 精華桜ヶ丘三丁目 - 東登美ヶ丘六丁目東 - 北登美ヶ丘一丁目 - 学研奈良登美ヶ丘駅

廃止系統
- 76：学園前駅（北） - 登美ヶ丘二丁目 - 登美ヶ丘三丁目 - 北登美ヶ丘一丁目 - 学研奈良登美ヶ丘駅 - 北登美ヶ丘一丁目 - 東登美ヶ丘六丁目東 - 精華桜が丘三丁目 - 兜台一丁目西 - 高の原駅

※2006年3月27日より学園前光台線に代わる形で上記の77系統と共に新設されたが、2008年3月17日に廃止された。

### 高の原高山線
- 78：高の原駅 - 兜台一丁目西 - 精華桜ヶ丘三丁目 - 東登美ヶ丘六丁目東 - 北登美ヶ丘一丁目 - 学研奈良登美ヶ丘駅 - 樋の平 - 国道鹿畑（しかのはた） - 高山サイエンスタウン

廃止系統
- 82：高の原駅 - 兜台一丁目西 - 兜台四丁目 - 南陽高校 - 柘榴（ざくろ） - 樋の平（ひのひら） - 学研奈良登美ヶ丘駅 - 樋の平 - 国道鹿畑（しかのはた） - 高山サイエンスタウン

高の原高山線は高の原駅から関西文化学術研究都市平城・相楽地区を北に抜け、国道163号を通って関西文化学術研究都市高山地区に至るバス路線である。途中、学研奈良登美ヶ丘駅に立ち寄る。
1930年、奈良電気鉄道が山田川駅を起点に現在の国道163号を通り京都府・奈良県府県境に近い柘榴（ざくろ）へ至るバス路線を開設した。高の原高山線はこのバス路線が基になっている。このバス路線は1952年には鹿畑まで延伸、1963年には高山を越え、大阪府境に近い国道163号・現国道168号交点の山口川まで延伸されている。
担当していた奈良電鉄上狛営業所は同年から近鉄観光バスへ移管、後に近畿日本鉄道自動車局へ再移管され、1973年の上狛営業所廃止時に奈良交通奈良営業所へ移管。
その後、国道鹿畑までに短縮されたが、関西文化学術研究都市高山地区まちびらきとともに高山サイエンスタウンに延伸された。この頃、木津駅まで運転する便があった。関西本線・JR奈良線・近鉄京都線から高山地区への通勤・通学輸送を担うようになる。
2004年、起点が山田川駅から高の原駅に変更になり、山田川駅 - 乾谷間が廃止になった。2006年の近鉄けいはんな線開通に合わせて学研奈良登美ヶ丘駅に立ち寄るようになる。
2023年10月1日のダイヤ変更で82系統は廃止されて東登美ヶ丘六丁目東経由の78系統に再編され乾谷と柘榴（精華くるりんバスでは継続）は廃止された。
地域間幹線系統として、国・奈良県の補助を受ける。

### 木津南循環線
- 11 : 州見台（）四丁目 → 州見台六丁目 → 州見台八丁目北 → 州見台八丁目 → 州見台八丁目北 → 州見台六丁目 → 木津南ソレイユ → 梅美台五丁目 → 梅美台三丁目 → 梅美台二丁目 → 木津城山台九丁目 → 木津駅東口

※2019年3月16日現在、平日朝6時台に1本のみ運行。

### 木津城山台線
- 13：木津駅東口 → 京大農場 → 木津城山台九丁目 → 木津駅東口（木津城山台循環・外回り）
- 14：木津駅東口 → 木津城山台九丁目 → 京大農場 → 木津駅東口（木津城山台循環・内回り）

### 木津川台住宅線
- 19：高の原駅 - 兜台一丁目西 - 兜台四丁目 - 南陽高校 - ハイタッチ・リサーチパーク - 山田川駅 - 木津川台一丁目 - 木津川台八丁目 - 木津川台住宅 - 木津川台九丁目
- 28：山田川駅 - 木津川台一丁目 - 木津川台八丁目 - 木津川台住宅 - 木津川台九丁目 - KICK
- 29：山田川駅 -（この間上記の28系統に同じ）- 木津川台九丁目

※19系統・29系統は、高の原駅・山田川駅ゆき方向は木津川台八丁目始発で運行されている。
※2014年3月16日現在、19系統は平日に1往復のみ（8時台に高の原駅ゆき、17時台に木津川台九丁目ゆき）を、28系統・29系統は朝夕のみ運行。山田川駅～木津川台住宅間は後述の木津川市コミュニティバス（きのつバス）が並行して運行されている。

### 相楽ニュータウン線
- 21：高の原駅 - 精華桜が丘三丁目 - 兜台五丁目

### 奈良木津線
- 25：木津 → 一条高校 → 奈良市庁前 → 近鉄奈良駅

※ 2019年3月16日現在、土曜日の日中に1本のみ運行。

### 青山住宅線
- 27：青山住宅 - 奈良阪 - 般若寺（） - 県庁前 - 近鉄奈良駅 - 油阪船橋（）商店街 - JR奈良駅西口 - 新大宮駅 - 奈良市庁前 - 宮跡庭園 - 二条大路南一丁目
- 81：青山住宅 -（この間上記の27系統に同じ）- JR奈良駅西口 - 大安寺
- 117：青山住宅 → 奈良阪 → 県庁前 → 近鉄奈良駅
- 118：青山住宅 -（この間上記の27系統に同じ）- JR奈良駅西口

※ 2013年3月17日のダイヤ変更にて、JR奈良駅の乗り場が東口から西口に変更された。運行経路の変更に伴い、27系統は青山住宅ゆきのみ大宮町一丁目には停車しなくなったほか、81系統は三条川崎町・大森町の各停留所は経由しなくなった。
廃止系統
- 116：青山住宅 → 梅谷口 → 奈良阪町北 → 奈保町（） → 法蓮仲町 → 近鉄奈良駅
- 急行116：青山住宅 →（この間上記の116系統に同じ）→ 奈保町 →（この間無停車）→ 近鉄奈良駅

※ 2020年6月1日のダイヤ改正にて廃止された。

### 高の原梅美台線
- 30 : 高の原駅 - 朱雀二丁目 - 朱雀六丁目 - 平城山駅 - 州見台八丁目北 - 州見台六丁目 - 関西光科学研究所 - 梅美台五丁目 - 梅美台三丁目
- 31 : 高の原駅 - 朱雀二丁目 - 朱雀六丁目 - 州見台八丁目北 - 州見台六丁目 - 関西光科学研究所 - 梅美台五丁目 - 梅美台三丁目
- 急行31：梅美台三丁目 →（この間上記の31系統に同じ）→ 州見台八丁目北 →（この間無停車）→ 高の原駅
- 34 : 高の原駅 -（この間上記の31系統に同じ）- 梅美台三丁目 - 梅美台二丁目 - 木津城山台十二丁目 - 木津駅東口

※2017年4月1日のダイヤ改正にて、急行31系統が新設された。州見台八丁目 - 高の原駅間は無停車で、ならやま大通りを経由する。平日朝に3本のみ運行。
廃止系統
- 32 : 高の原駅 - 朱雀二丁目 - 朱雀六丁目 - 平城山駅 - 州見台八丁目 - 州見台八丁目北 - 州見台六丁目 - 木津南ソレイユ - 梅美台五丁目 - 梅美台三丁目

※2014年3月16日のダイヤ改正にて新設されたが、2017年4月1日のダイヤ改正にて廃止された。廃止直前は平日朝8時台に梅美台三丁目行き1本が運行されるのみだった。
- 33 : 高の原駅 -（この間上記の31系統に同じ）- 梅美台三丁目 - 梅美台二丁目 - 木津城山台九丁目 - 木津駅東口

※木津城山台地区の経路を変更するため、2022年3月12日のダイヤ改正にて廃止。同日に運行を開始した34系統に置換え。

### 光台住宅線
- 35：光台三丁目 → 光台八丁目 → 光台六丁目 → 光台二丁目 → 光台一丁目 → 国立国会図書館 → けいはんな記念公園 → 公園東通り → 精華台一丁目 → 祝園駅
- 36：祝園駅 → 精華台一丁目 → 公園東通り → けいはんな記念公園 → 国立国会図書館 → 光台一丁目 →けいはんなプラザ → 光台三丁目 →（この間上記の35系統に同じ）→ 祝園駅（光台循環・内回り）
- 急行46：祝園駅 -（この間無停車）- 公園東通り - けいはんなプラザ - 光台三丁目 - 光台四丁目
- 急行47：祝園駅 →（この間無停車）→ トチノキ通り → 公園東通り → ATR

※急行46系統は、祝園駅発は光台三丁目行きで運行されている。
※急行46系統・急行47系統は、2018年3月17日より運転開始。同年3月30日より急行46系統の光台三丁目行き1本を除きスカニア/ボルグレン・オーストラリア製連節バス「イエローライナー華連」で運転されている。なお、連節バス導入の際に、平城営業所内に連節バス専用の整備工場を開設した。

### 精華台住宅線
- 38：祝園駅 - 精華台一丁目 - 精華台三丁目 - 学研都市精華台
- 39：祝園駅 -（この間上記の38系統に同じ）- 学研都市精華台 - 国立国会図書館 - 光台一丁目 - 光台一丁目南

### 同志社山手線
- 50：三山木駅 → 二又（） → 同志社山手北 → 同志社山手中央 → 同志社山手西 → さくらの丘公園 → 同志社山手中央 → 同志社山手北 → 二又 → 三山木駅（同志社山手循環）

廃止系統
- 51：三山木駅 - 二又 - 同志社山手北 - 同志社山手中央

※ 2013年12月16日のダイヤ改正にて、51系統を延長する形で50系統が新設され、51系統は廃止された。
※ 三山木駅－同志社山手北間は自由乗降区間になっている。

### 祝園登美ヶ丘線
- 56：祝園駅 - 精華台一丁目 - 公園東通り - けいはんな記念公園 - 国立国会図書館 - 光台一丁目 - けいはんなプラザ - 光台三丁目 - 光台八丁目 - 光台六丁目 - 光台南 - 樋の平 - 学研奈良登美ヶ丘駅
- 58：祝園駅 → 精華台一丁目 → 精華台三丁目 → 学研都市精華台 → 国立国会図書館 → 光台一丁目 → けいはんなプラザ → 光台二丁目 → NTTけいはんな → 光台五丁目 → 光台南 → 樋の平 → 学研奈良登美ヶ丘駅
- 59：祝園駅 -（この間上記の58系統に同じ）- 光台二丁目 - 光台五丁目 -（この間上記の58系統に同じ）- 学研奈良登美ヶ丘駅

※ 58系統は平日朝に1本のみ運行。
※2015年の大幅な路線再編で下記の系統が廃止された。このとき、41・47系統の経由地を入れ替える形で誕生したのが上記56・59系統である。
- 41：学研奈良登美ヶ丘駅 - 樋の平 - 鹿ノ台東一丁目（祝園駅ゆきのみ停車） - 光台南 - 光台六丁目 - 光台八丁目 - 光台三丁目 - けいはんなプラザ - 光台一丁目 - 国立国会図書館 - 学研都市精華台 - 精華台三丁目 - 精華台一丁目 - 祝園駅
- 43：学研奈良登美ヶ丘駅 - 樋の平 - 鹿ノ台東一丁目（祝園駅ゆきのみ停車） - 光台南 - 光台五丁目 - 光台二丁目 - けいはんなプラザ
- 47：学研奈良登美ヶ丘駅 - 樋の平 - 鹿ノ台東一丁目（祝園駅ゆきのみ停車） - 光台南 - 光台五丁目 - 光台二丁目 - けいはんなプラザ - 光台一丁目 - 国立国会図書館 - けいはんな記念公園 - 公園東通り（旧：私のしごと館） - 精華台一丁目 - 祝園駅
- 48：祝園駅 → 精華台一丁目 → 公園東通り → けいはんな記念公園 → 国立国会図書館 → 光台一丁目 → けいはんなプラザ → 光台二丁目 → NTTけいはんな → 光台五丁目 → 光台南 → 樋の平 → 学研奈良登美ヶ丘駅

※ 2006年3月27日、近鉄けいはんな線の開業に合わせて41・47・48系統が新設された。
※43・48系統は平日のみ運転されていた。

### 和束木津線
- 65：加茂駅 - 奥畑口 - 和束山の家 - 和束中学校 - 和束町原山
- 文：奥畑口 → 和束山の家 → 和束中学校

廃止系統
- 66：加茂駅 - 奥畑口 - 和束山の家 - 和束中学校 - 原山 - 和束町小杉

※2023年4月1日のダイヤ改正で廃止。原山（※同改正で「和束町原山」に改称）止りに変更。運行開始時は京都営業所管轄であった。また原山止まりは西日本JRバス時代にも存在した。
※かつては加茂駅 - 井平尾間に自由乗降区間を設けていた。2023年4月1日のダイヤ改正後は「兎並」停留所が自由乗降地として残っている。

### 祝園木津川台線
- 68：祝園駅 - 木津川台二丁目 - 木津川台八丁目 - 木津川台九丁目 - けいはんな記念公園南

※祝園駅発はけいはんな記念公園行きで運行されている。

### 同志社線
- 急行99：三山木駅 → 同志社大学正門 → 同志社女子大学正門 → 三山木駅

### 加茂線
- 106：加茂駅 - 南加茂台（ながもだい）五丁目 - 京内橋
- 107：加茂駅 - 南加茂台五丁目
- 108：JR奈良駅西口 - 油阪船橋商店街 - 近鉄奈良駅 - 法蓮仲町 - 法蓮佐保山三丁目 - 奈保町 - 梅美台西 - 梅美台二丁目 - 下梅谷 - 浄瑠璃寺（じょうるりじ）口 - 南加茂台五丁目
- 109：JR奈良駅西口 -（この間上記の108系統に同じ）- 南加茂台五丁目 - 加茂駅（東口）
- 急行109：加茂駅（東口）→（この間上記の109系統に同じ）→ 奈保町 →（この間無停車）→ 近鉄奈良駅 → JR奈良駅西口
- 208：JR奈良駅西口 -（この間上記の108系統に同じ）- 梅美台西 - 関西光科学研究所 - 梅美台五丁目 - 下梅谷 - 浄瑠璃寺口 - 南加茂台五丁目
- 209：JR奈良駅西口 -（この間上記の208系統に同じ）- 南加茂台五丁目 - 加茂駅（東口）
- 急行112：JR奈良駅 - 近鉄奈良駅 - 梅美台西 - 浄瑠璃寺口 - 西小 - 浄瑠璃寺

※ 2010年3月19日、208・209系統の運行を開始する。
※ 2013年3月17日のダイヤ変更にて、JR奈良駅の乗り場が東口から西口に変更された。
※ 109系統のJR奈良駅ゆき方向は、平日朝方は急行便として運行されている（急行便は奈保町から近鉄奈良駅まで途中無停車）。108系統の急行便は2010年3月19日のダイヤ改正にて廃止された。
※ 「法蓮佐保山三丁目」停留所は2015年4月1日に「ドリームランド」より改称。
※ 2020年8月1日より急行112系統は4，5，11月のみの季節運行となった。
※京都府南部の奈良交通路線の大半は1973年に近鉄バス（この時廃止された上狛営業所所管）から奈良交通奈良営業所へ移管されたが、加茂線についてはそれ以前から奈良交通奈良営業所の所管路線だった。1988年に郡山営業所へ移管、1992年に平城営業所へ再移管。
廃止系統
- 112：JR奈良駅 - 油阪船橋商店街 - 近鉄奈良駅 - 法蓮仲町 - ドリームランド前 - 木津南ソレイユ - 浄瑠璃寺口 - 西小 - 浄瑠璃寺
- 急行113：浄瑠璃寺 → 西小 → 浄瑠璃寺口 → 下梅谷 → 梅美台五丁目 → 関西光科学研究所 → 木津南ソレイユ → 近鉄奈良駅 → JR奈良駅

※ 112系統は2009年3月19日までは111系統（JR奈良駅 - 浄瑠璃寺前 - 南加茂台五丁目 - 加茂駅）として運行されていたが、2010年3月19日のダイヤ改正にて廃止された。
※ 113系統は木津川市の社会実験で急行運転されていた。
下梅谷－高田東口間、急行112系統の浄瑠璃寺口－浄瑠璃寺間は自由乗降区間となっている。

### 佐保山線
- 115：JR奈良駅西口 - 油阪船橋商店街 - 近鉄奈良駅 - 法蓮仲町 - 法蓮佐保山三丁目 - 高の原ゴルフセンター - 佐保台三丁目 - 朱雀六丁目 - 高の原駅
- 117：佐保台三丁目 - 朱雀六丁目 - 高の原駅
- 130：JR奈良駅西口 -（この間上記の115系統に同じ）- 佐保台三丁目 - 平城山駅東口

※ 2013年3月17日のダイヤ変更にて、JR奈良駅の乗り場が東口から西口に変更された。
※ 130系統は朝方にJR奈良駅西口行き2本を、深夜に平城山駅東口行き1本を運行。

### ハーモニーシティ木津線
- 153：JR奈良駅西口 - 油阪船橋商店街 - 近鉄奈良駅 - 県庁前 - 奈良阪 - 梅谷口 - 梅美台西 - 州見台六丁目 - 州見台八丁目北 - 州見台八丁目
- 154：近鉄奈良駅 →（この間上記の153系統に同じ）→ 州見台八丁目
- 155：州見台八丁目 → 州見台八丁目北 → 州見台六丁目 → 梅美台西 → 梅谷口 → 奈良阪町北 → 法蓮佐保山三丁目 → 法蓮仲町 → 近鉄奈良駅
- 156：州見台八丁目 →（この間上記の155系統に同じ）→ 近鉄奈良駅 → JR奈良駅西口

※ 2013年3月17日のダイヤ変更にて、JR奈良駅の乗り場が東口から西口に変更された。
※ 154・155・156系統は、平日ラッシュ時のみ運行。

### 押熊線
押熊線は西大寺駅北口から北進し、県道52号の旧道に入り、秋篠寺の門前を通って押熊に向かうバス路線である。
途中、県道52号の旧道を経由する。旧道は狭隘な1車線道路であり、軽自動車の同士の離合すらままならない。道幅が狭いにもかかわらず利用客が非常に多い路線のため、（現在は生産されていない）長さ9m尺の大型ショート車をメインに運行されていたが、車体の老朽化により中型車への更新が進んでいる。バスが道幅を占有して走行せざるを得ない区間が複数存在する。途中、秋篠寺、平城中山、南押熊、各停留所付近には誘導員が配置され、無線機でバス乗務員や他の誘導員と互いにやり取りを行いながらバスと対向する車両や人を脇道などの離合可能箇所へ誘導している。バスどうしの離合は秋篠西 - 北秋篠間に確保された路線バス用の離合場所で行われる。バスどうしの離合スペースが確保できないため、朝ラッシュ時の増便が難しく、押熊から出発したバスの直後を追いかける便（続行運転便）が朝ラッシュ時に平城中山始発でに設定されている（74系統）。なお、運賃支払い方法は駅での乗降時間短縮のため、押熊行きが後払い、大和西大寺駅行きが先払いと学園前駅発着の多数の路線と同じ方式が採用されている。
- 72：大和西大寺駅 - 北秋篠 - 秋篠西 - 平城中山 - 押熊
- 74：平城中山 → 秋篠西 → 北秋篠 → 大和西大寺駅

### 歌姫線
歌姫線は大和西大寺駅北口から県道104号を東進し、佐紀町交差点からは北に進路を取り、県道751号（歌姫街道）に入って歌姫町に向かうバス路線である。
- 73：大和西大寺駅 - 佐紀町(大極殿前) - 歌姫町

以前は、押熊線と同じ大型ショート車にて添御縣坐神社まで運行されていた。佐紀県営住宅前 - 歌姫町間は狭隘な1.5車線〜1車線道路であるため、時間帯によっては保安要員を乗車させツーマンで運行されていた。（ただ、道路にはワンマン運行されているとの旨が表記されていた）。現在、狭隘区間に入る手前までバス停が移動され、小型車のポンチョで運行しているが本数は少ない。

#### 歴史
1929年に柳江勇三が開設したバス路線が、押熊線、歌姫線、そして奈良営業所が運行する奈良西大寺線のルーツの一つにあたる。
柳江勇三は1929年に西大寺駅 - 押熊間にバス路線を開設する。1932年、柳江勇三は中島楢治郎に西大寺駅 - 押熊間の路線バス事業を譲渡した。譲渡された路線は中島自動車傘下の西大寺自動車によって運営されることになった。同じ1932年、中島自動車は西大寺駅 - 法蓮町奈良中学校前（現、佐保小学校停留所付近）間のバス路線を開設しているが、2年後の1934年に廃線にしている。
1937年、奈良自動車は奈良市中心部から法華寺まで運行されていたバス路線を西大寺駅まで延伸し1934年に中島自動車によって廃線になったバス路線を復活させた。1940年、中島自動車は奈良自動車へ西大寺駅 - 押熊間のバス路線を譲渡し、西大寺駅 - 押熊間のバス路線は現奈良交通の路線網に組み込まれた。しかし、1940年代になると戦時下のため燃料不足が深刻になり、1942年には西大寺 - 押熊間が運行休止に追い込まれた。
押熊へのバス路線が復活するのは1953年である。1953年に 押熊線 法華寺 - 押熊間のバス路線が復活し、国鉄奈良駅 - 押熊間の運行が開始される。1965年には押熊線を分岐する形で、佐紀町 - 歌姫町間のバス路線が開設され、国鉄奈良駅 - 歌姫町間、押熊 - 歌姫町間の運行が開始された。その後系統は分割され1990年までに、西大寺駅を起終点にする系統のみになった。その後、1991年から2008年まで奈良西大寺線に白土町（奈良交通郡山営業所→1998年から奈良営業所）までの便も運行された。
1983年には奈良均一線のバスとともに押熊線・歌姫線で運行されるバスにもバス無線が導入され、狭隘区間のスムーズな運行に活用されている。
長らく旧奈良営業所（南京終町）→郡山営業所の所管路線だったが1992年、平城営業所開設とともに押熊線と歌姫線は平城営業所へ移管された。

### その他
- 73：祝園駅 → 下狛 → 江津 → 三山木駅
- 74：祝園駅 → 菅井 → 吐師 → 清水橋 → 木津川市役所 → 木津駅

ともにJR学研都市線に並行して運行している路線で、土曜の日中に片道1便ずつ運行するのみである（さらに73系統は同志社大学開校日に限られる）。

### 木津川市コミュニティバス
※奈良交通平城営業所に運行を委託している路線を掲載。

#### きのつバス
- 木-1：高の原駅 - 兜台一丁目西 - 兜台四丁目 - 南陽高校 - ハイタッチ・リサーチパーク - 山田川駅 - 木津本町 - 木津川市役所 - 木津 - 木津駅 - 木津 - 市坂 - 州見橋東 - 州見台八丁目 - 州見橋東 - 関西光科学研究所 - 梅美台五丁目 - 梅谷
- 木-2：高の原駅 - 兜台一丁目西 - 兜台四丁目 - 相楽台東 - 相楽台北 - 山田川駅 - 木津本町 - 木津川市役所 - 木津 - 木津駅 - 宮ノ裏 - 鹿背山
- 木-3：高の原駅 - 兜台一丁目西 - 兜台四丁目 - 南陽高校 - ハイタッチ・リサーチパーク - 相楽台北 - 中央体育館 - いずみホール - 木津本町 - 木津 - 木津駅 - 木津 - 中央図書館 - 山田川駅 - 木津川台八丁目 ← 木津川台住宅

#### 当尾線
- 10：加茂駅 - 南加茂台一丁目 - 西畑口 - 岩船寺 - 西畑口 - 浄瑠璃寺 - 西小（にしお） - 加茂山の家

## 廃止・撤退路線

### 木津高山線
- 52：鹿背山（かせやま） - 木津駅 - 木津 - 清水橋 - 山田川駅 - ハイタッチ・リサーチパーク - 南陽高校
  - 2019年3月16日のダイヤ改正にて廃止された。
- 71：山田川駅 - 清水橋 - 木津 - 木津駅
- 72：山田川駅 -（この間上記の71系統に同じ）- 木津駅 - 鹿背山
  - 2022年10月1日のダイヤ改正にて廃止された[26]。

### 高の原平城山線
- 15：平城山駅 - 朱雀六丁目 - 朱雀保育園 - 朱雀二丁目 - 高の原駅

※ 2013年3月16日の運行をもって廃止された。

### 青山平城山線
- 19：青山住宅 - 青山二丁目 - 平城山駅（急行、青山二丁目 - 平城山駅間途中無停車）

※ 2009年3月13日の運行をもって廃止された。

### 左京平城山線
- 20：平城山駅→左京六丁目→朱雀四丁目→朱雀六丁目→平城山駅

※ 2009年3月13日の運行をもって廃止された。

### 学園前光台線
- 40：学園前駅（北） → （この間無停車）→ NTTけいはんな
- 45：学園前駅（北） → 登美ヶ丘二丁目 → 登美ヶ丘三丁目 → 北登美ヶ丘一丁目 → 東登美ヶ丘六丁目東 → 押熊・神功 → 光台一丁目南 → けいはんなプラザ → 光台三丁目 → 光台八丁目 → けいはんなプラザ
- 46：けいはんなプラザ → 光台一丁目南 → 押熊・神功 → 東登美ヶ丘六丁目東 → 北登美ヶ丘一丁目 → 登美ヶ丘三丁目 → 登美ヶ丘二丁目 → 学園前駅（北）

※40系統は朝に片道1本のみ運転。2006年3月27日のダイヤ改正をもって廃止された。

### 高麗線
- 45：JR奈良駅 - 油阪船橋商店街前 - 近鉄奈良駅 - 奈良阪 - 木津 - 高麗

※ 2007年10月1日のダイヤ改正をもって廃止された。

### 東畑鳥谷線
- 99：祝園駅 - 乾谷口 - 東畑鳥谷
祝園駅から光台住宅方面の路線も精華台地区ができるまでこのルートを乾谷口まで経由していた。
※ 2006年4月1日のダイヤ改正をもって廃止された
※ エヌシーバスに移管したが2年で廃止　今は一部のルートを精華くるりんバスが運行している。研修車が利用している。

### 上野線
- 山田川駅 - 木津 - 鹿背山 - 加茂駅 - 北笠置 - 月ヶ瀬口駅 - 上野（上野市駅前）
- 山田川駅 - 泉大橋 - 月ヶ瀬口駅
- 山田川駅 - 乾谷 - 東畑鳥谷
- 山田川駅 - 乾谷 - 国道鹿畑 - 高山芝 - 山口川 - 北条 - 生駒駅

山田川から上野への路線は、奈良電気鉄道が開設した路線であり、奈良電が近畿日本鉄道（近鉄）と合併してからは京都近鉄観光バスに移管され、さらに近鉄バス（近畿日本鉄道自動車局）の運行となった。1973年に近鉄バス上狛営業所（同年廃止）から奈良交通奈良営業所に移管され、1988年から郡山営業所、1992年から平城営業所の担当となっていた。1995年廃止。

### 山城線
- 奈良交通京都営業所を参照。

## 車両
2019年時点で、平城営業所在籍の車両数は116台（乗合バスのみ）となっている。